# 尖齿观音座莲
尖齿觀音座蓮（学名：Angiopteris acutidentata）为觀音座蓮科觀音座蓮屬下的一个种。